# Billy Butler (musicien)
Pour les articles homonymes, voir Billy Butler (homonymie) et Butler.
Cet article possède un paronyme, voir William Butler.
William Henri Butler connu sous le nom de Billy Butler, né le 18 décembre 1940 à Ashbourne (Derbyshire), est un musicien, compositeur, concepteur sonore, producteur de disques et ingénieur du son anglo-canadien.
Il a reporté plusieurs prix majeurs de musique et de production sonore, tels un Emmy Award, deux Leo Awards et un Juno Award.

## Biographie
Billy Butler entre en 1955 dans la Royal Navy mais, attiré par la musique, est engagé à ses débuts dans des orchestres itinérants. Il effectue son premier concert à Portsmouth et travaille de manières irrégulières avec différents groupes tels The Kinks, The Hollies ou The Who. Il rejoint ensuite le groupe Les Continentals, qui va devenir Gullivers people. À partir de 1965, le groupe joue en permanence à la boîte de nuit du Tiffany à Piccadilly Circus et signe avec EMI et A&R Norman Hurricane Smith, ingénieur du son qui lui apprend le métier. Gullivers People enregistre aux studios EMI (actuel Studios Abbey Road de 1965 à 1969.
Membre en 1969 du groupe Eternal Triangle, Butler travaille ainsi comme artiste d'enregistrement professionnel et musicien de session à Londres et se spécialise dans la production. Il produit ainsi le premier album studio de Monty Python et émigre au Canada en 1973 où il devient enseignant de production sonore au Collège Capilano. Il prend part aussi à la conception du studio de la radio coopérative Vancouvers.
Il est crédité de plus de 70 productions dont de nombreuses musiques de films.
En 2017 et 2018, il rejoint comme guitariste le groupe Sonic Elder.